# 西西莉·迪·法蘭斯
西西莉·迪·法蘭斯（法語：Cécile de France，法語發音：[sesil də fʁɑ̃s]；1975年7月17日—）比利時女演員。曾出演《环游世界八十天》、《巴黎不打烊》等電影以及《年輕教宗》、《新教宗》等電視劇。